# 泰罗·曼蒂莱
泰罗·曼蒂莱（芬蘭語：Tero Mäntylä；1991年4月18日—）是一位芬蘭足球運動員。在場上的位置是後衛。他現在效力於挪威足球超級聯賽球隊阿里辛特足球俱樂部。他也代表芬蘭國家足球隊參賽。